# Naïma Wifstrand

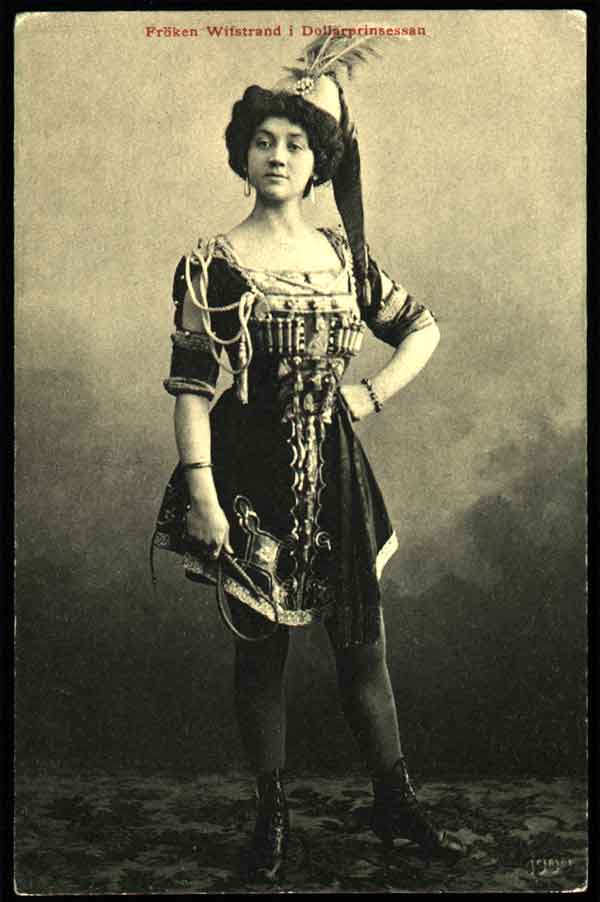
Dans le rôle de Daisy dans Die Dollarprinzessin ; Théâtre Oscar 1909

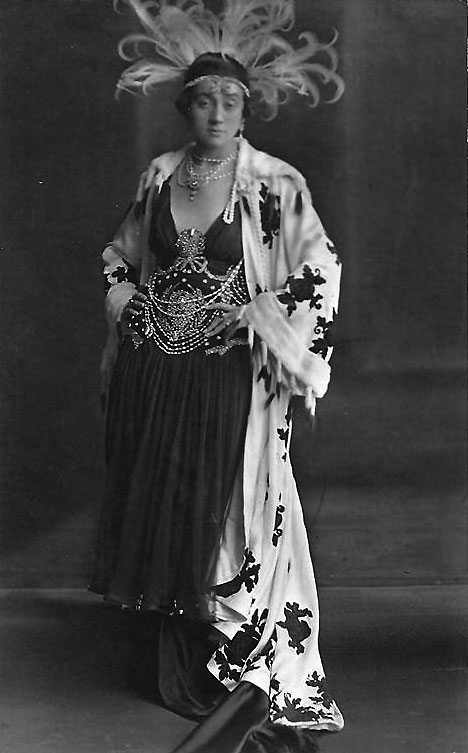
Dans le rôle de Sylvia dans la Princesse Czadras ;Théâtre Oscar 1916

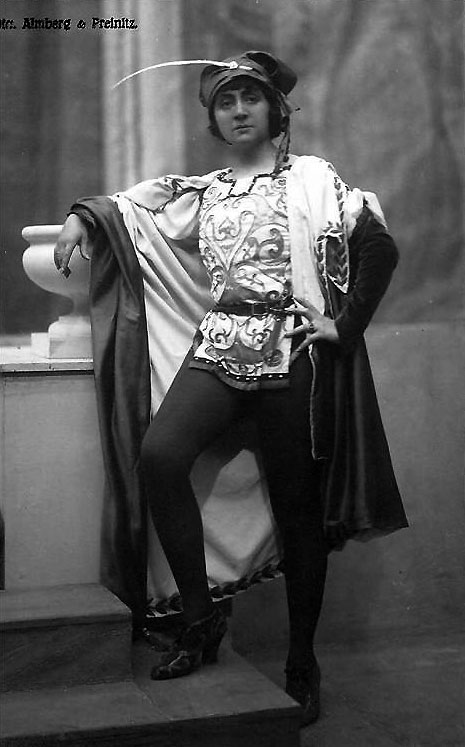
Dans Boccaccio ; Théâtre Oscar 1920

Siri Naïma Matilda Wifstrand, née le 4 septembre 1890 à Stockholm, décédée le 23 octobre 1968 à Stockholm, est une chanteuse d'opéra (mezzosoprano), actrice, compositrice et metteuse en scène suédoise.

## Biographie
Wifstrand est élevée par sa mère célibataire à Fleminggatan sur l'île de Kungsholmen à Stockholm. Elle apprend les rudiments du jeu en accompagnant la compagnie de théâtre itinérante d'Anna Lundberg en 1905. Elle joue de petits rôles dans les théâtres d'Helsingfors et de Stockholm. Elle étudie le chant ; en 1910 elle a part pour Londres et elle est l'élève de Raimund von Zur Mühlen.
Elle devient une chanteuse d'opéra célèbre  avec des apparitions au Théâtre Oscar à Stockholm entre 1913 et 1918 ainsi qu'à Copenhague et Oslo.
Lassée de son statut de reine scandinave de l'opérette, elle se tourne vers l'art dramatique. Elle fait ses débuts au théâtre en 1924.
Elle est révélée en tant qu'actrice, lorsqu'en 1937 Per Lindberg l'engage dans l'Opéra de quat'sous de Bertolt Brecht. Pendant son exil en Suède, Brecht aurait écrit Mère Courage pour elle mais elle n'interprétera pas le rôle.
Dans les années 1950, elle intègre la troupe du théâtre de Malmö. Au cinéma elle joue notamment des seconds rôles dans plusieurs films d'Ingmar Bergman.
Naima Wifstrand dirige l'Opéra royal de Stockholm de 1944 à 1946, puis le théâtre de Malmö de 1954 à 1961, celui de Stockholm de 1962 à 1963 puis le Théâtre municipal de Göteborg en 1964.
Elle fut l'épouse du capitaine Erling Nielsen de 1921 à 1928. Naima Wifstrand est enterrée au cimetière du Nord de Solna près de Stockholm.
La collection nationale de portraits du château de Gripsholm, conserve son portrait réalisé par Gunnar Allvar.

## Filmographie (sélection)
- 1948 - Musique dans les ténèbres
- 1949 - Singoalla
- 1949 - La Fontaine d'Aréthuse
- 1952 - L'Attente des femmes
- 1955 - Sourires d'une nuit d'été
- 1955 - Rêves de femmes
- 1956 - La Sorcière
- 1957 - Les Fraises sauvages
- 1958 - Le Visage
- 1968 - L'Heure du loup